# Hornisgrinde-Biberkessel
Hornisgrinde-Biberkessel ist ein Naturschutzgebiet auf dem Gebiet der baden-württembergischen Gemeinden Sasbach und Sasbachwalden im Ortenaukreis.

## Kenndaten
Das Gebiet wurde mit Verordnung des Regierungspräsidiums Freiburg vom 18. März 1992 als Naturschutzgebiet ausgewiesen und hat eine Größe von 95,1 Hektar. Es wird unter der Schutzgebietsnummer 3.186 geführt. Der CDDA-Code für das Naturschutzgebiet lautet 163798 und entspricht der WDPA-ID.

## Lage
Das Schutzgebiet liegt im Gipfelbereich der Hornisgrinde rund 2500 Meter östlich des Ortsteils Brandmatt der Gemeinde Sasbachwalden. Es liegt im Naturraum 151-Grindenschwarzwald und Enzhöhen innerhalb der naturräumlichen Haupteinheit 15-Schwarzwald und liegt vollständig sowohl im 2.897 Hektar großen FFH-Gebiet Nr. 7415-311 Wilder See-Hornisgrinde und Oberes Murgtal als auch im Vogelschutzgebiet (SPA-Gebiet) Nr. 7415-441 Nordschwarzwald. Große Teile des Gebiets wurden bereits 1972 als Schonwald ausgewiesen. Im Süden grenzt der Nationalpark Schwarzwald an das Naturschutzgebiet an.

## Schutzzweck
Wesentlicher Schutzzweck ist die Erhaltung der Hornisgrinde sowie der durch Karwand, Karseen und Moränenwälle geprägten Karbildung
- als geologisch sowie erd- und landschaftsgeschichtlich bedeutsame Naturerscheinung, insbesondere als Zeugnis der eiszeitlichen Vergletscherung,
- als Lebensraum vielfältiger, gebietsgebundener Tier- und Pflanzengesellschaften mit teilweise stark gefährdeten Arten, insbesondere offene Rasenbinsen-Flächen, Moore verschiedener Ausprägung, waldfreie Steilhänge und naturnahe Gehölz- und Waldbestände,
- als Naturraum von besonderer Eigenart und
- als hervorragendes Demonstrations- und Forschungsobjekt der Naturwissenschaften, insbesondere der Geologie und Biologie.